# Condado de Emmet (Iowa)
O Condado de Emmet é um dos 99 condados do estado norte-americano de Iowa. A sede do condado é Estherville, que é também a sua maior cidade. O condado tem uma área de 1042 km² (dos quais 17 km² estão cobertos por água), uma população de 11 027 habitantes, e uma densidade populacional de 11 hab/km² (segundo o censo nacional de 2000). O condado foi fundado em 1851 e recebeu o seu nome em homenagem a Robert Emmet (1778–1803), patriota e nacionalista irlandês.

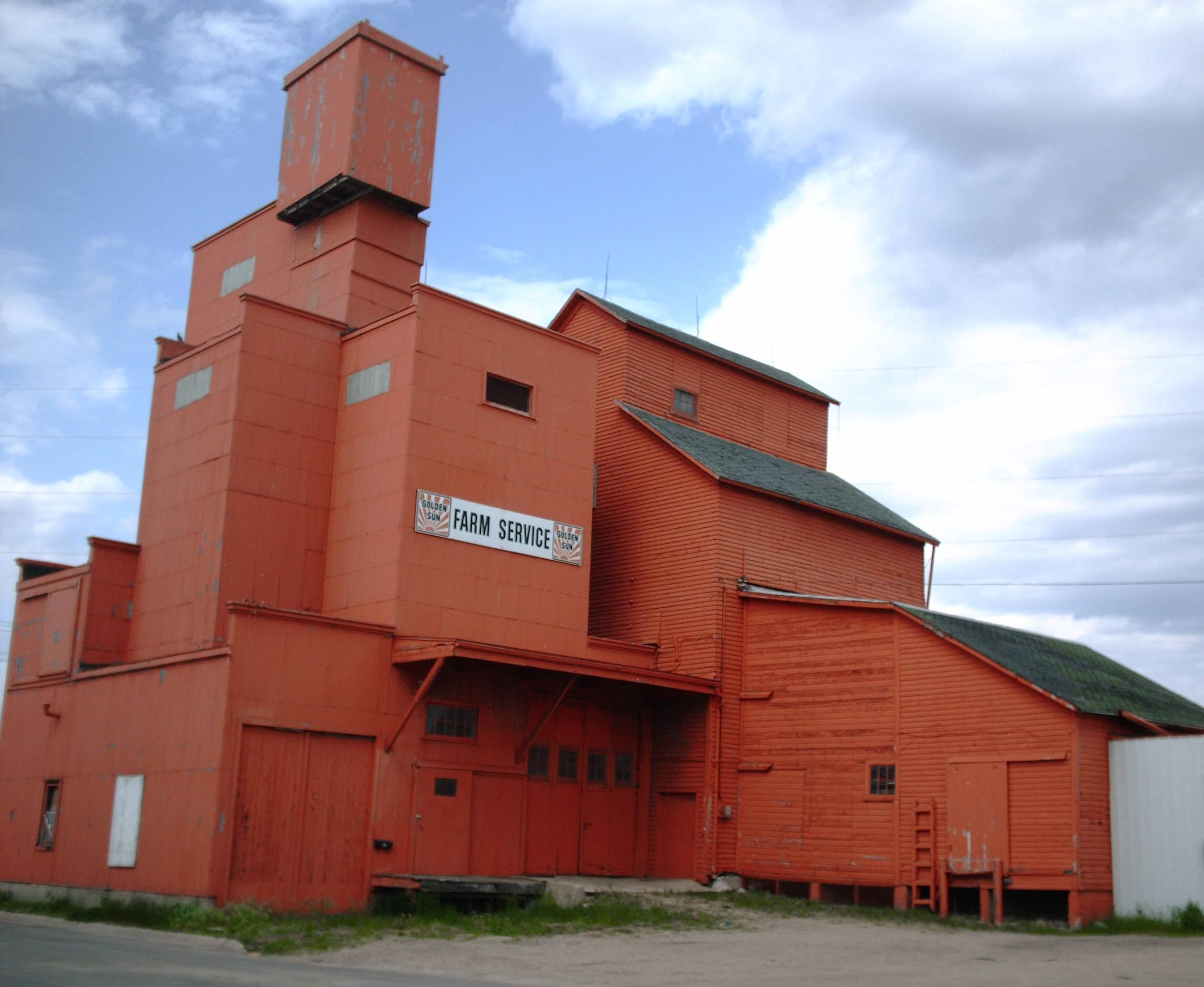
Silo em Estherville, sede do condado de Emmet, Iowa